# Petrusa epilepsis
Petrusa epilepsis är en insektsart som först beskrevs av George Willis Kirkaldy 1767.  Petrusa epilepsis ingår i släktet Petrusa och familjen Flatidae. Inga underarter finns listade i Catalogue of Life.